# 果たされぬ約束
『果たされぬ約束』（シンハラ語: කඩවුනු පොරොන්දුව、Kadawunu Poronduwa/カドゥウヌ・ポロンドゥワ）とは、1947年にスリランカで公開された映画で、初めてシンハラ語が使われた映画である。映画の制作・撮影はインドで行われ、内容は南インドのメロドラマの強い影響を受けている。
1982年にリメイク版が公開された。

## 制作
スリランカではイギリス植民地時代の1903年から映画の商業的な上映が始まったが、上映された映画はアメリカ合衆国、インドから輸入されたサイレント映画だった。『果たされぬ約束』は、シンハラ映画産業の先駆者でインドの市民権を有するS. M.ナヤガムによって制作された。当時のスリランカには映画を制作する設備が存在せず、インドのマドゥライのスタジオで制作が進められたが、ナヤガムは撮影と制作のためにマドゥライまでキャスト全員を船で運ばなければならなかった。
1947年1月21日、スリランカのコロンボのキングスレー映画館で『果たされぬ約束』が上映された。

## 演出
『果たされぬ約束』が上映された当時のスリランカではヌルティと呼ばれる音楽劇が流行していた。『果たされぬ約束』は200回以上上演されたヌルティの演目を映画化した作品であり、ルクマニ・デーヴィ、エディー・ジャヤマンナらヌルティと同一の役者が起用されている。映画は劇をスクリーンで上映する手法を取り、カメラアングルは固定されていた。
スリランカ、インドの娯楽映画を構成する歌、踊り、ハッピーエンドと言った要素は、『果たされぬ約束』が制作された時点で基礎が確立されていた。『果たされぬ約束』は、1960年代までシンハラ映画に取り入れられていた様式を生み出し、シンハラ映画のスタイルはL.ジャヤマンナによって次のように説明されている。「映画の長さは2時間半でなければならず、このうちの1時間は会話がある場面に充てなければならなかった。15分の間隔を置いて30分は10ほどのレパートリーで構成される音楽に、もう30分は静かな背景の場面に振り分けられた。」